# Lubin
Lubin ([ˈlubjin], deutsch: Lüben) ist eine Stadt im Powiat Lubiński der Woiwodschaft Niederschlesien in Polen. Nach 1945 wurde sie zu einem der bedeutendsten Industriestandorte in Niederschlesien. Von 1348 bis 1453 war Lüben Residenzstadt des Herzogtums Lüben. Im 16. Jahrhundert diente es als Leibgedinge von Brieger Herzoginnen.

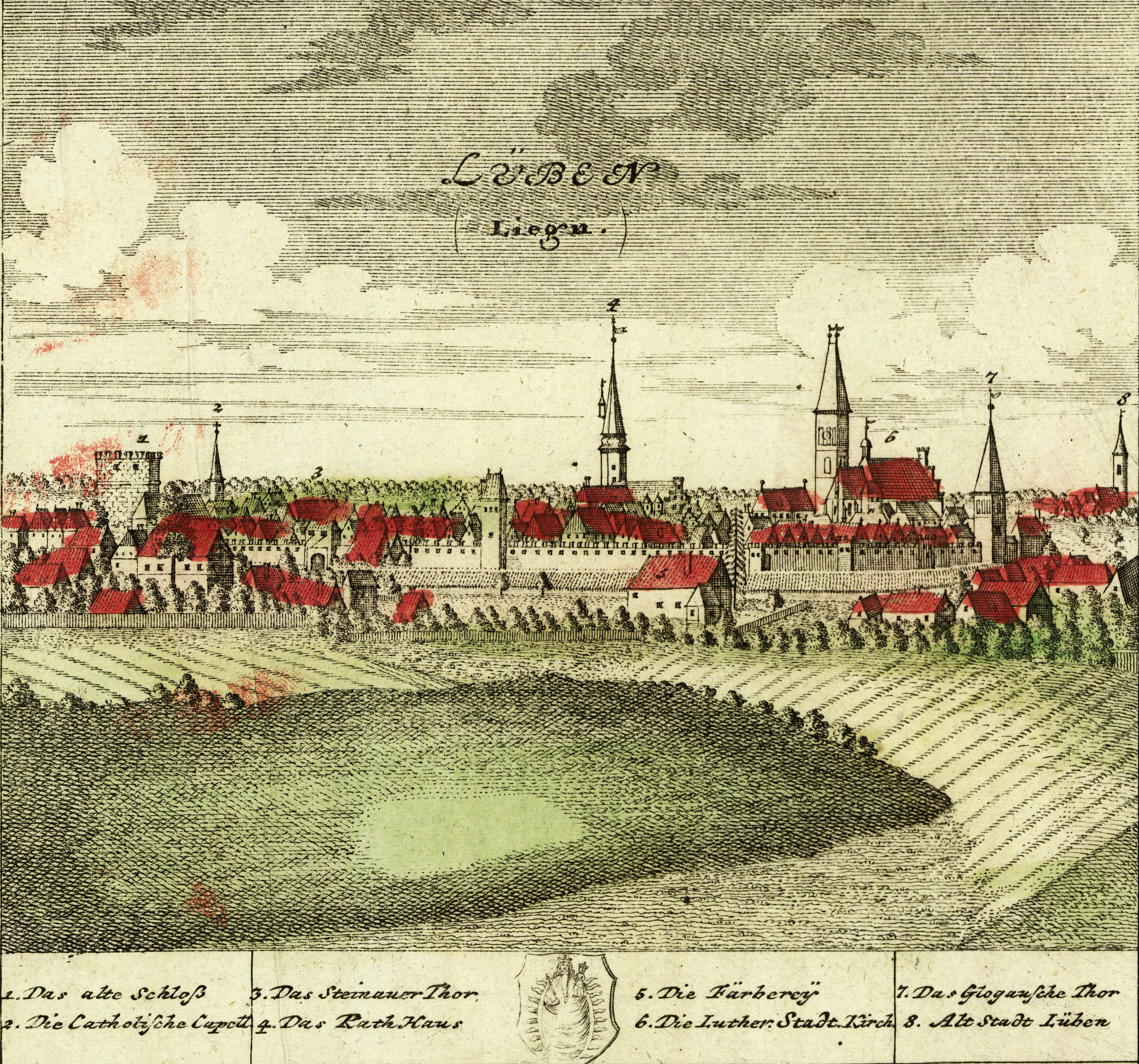
Alte Ansicht von Lüben aus der Mitte des 18. Jahrhunderts

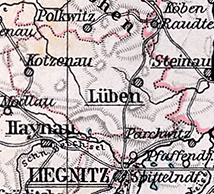
Lüben nördlich von Liegnitz auf einer Landkarte von 1905

## Geographische Lage
Lubin liegt am Flüsschen Zimnica (Kalte Bache), etwa 71 km nordwestlich von Breslau, 20 km nördlich von Legnica (Liegnitz) und ca. 84 km südlich von Zielona Góra (Grünberg).

## Geschichte

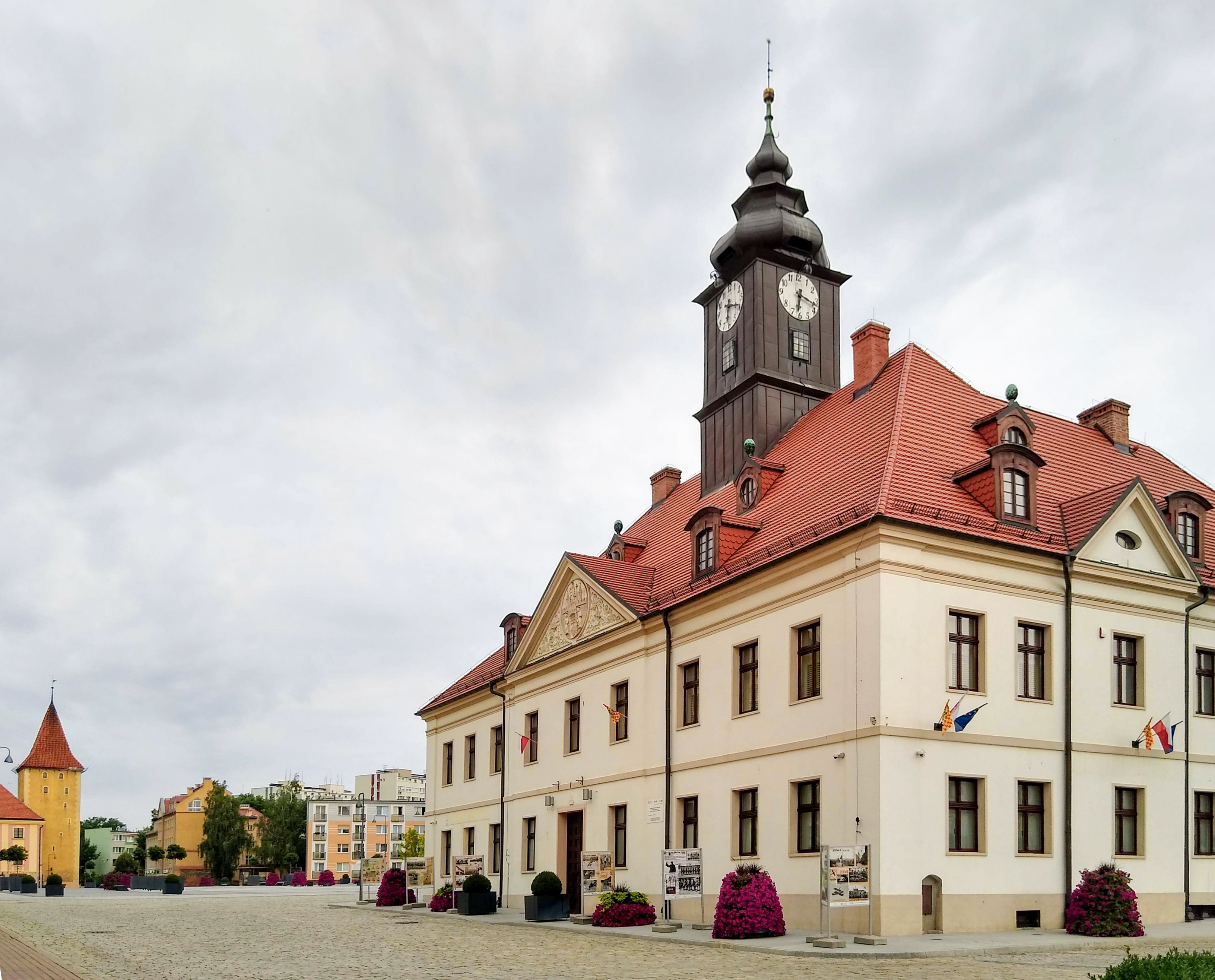
Rathaus

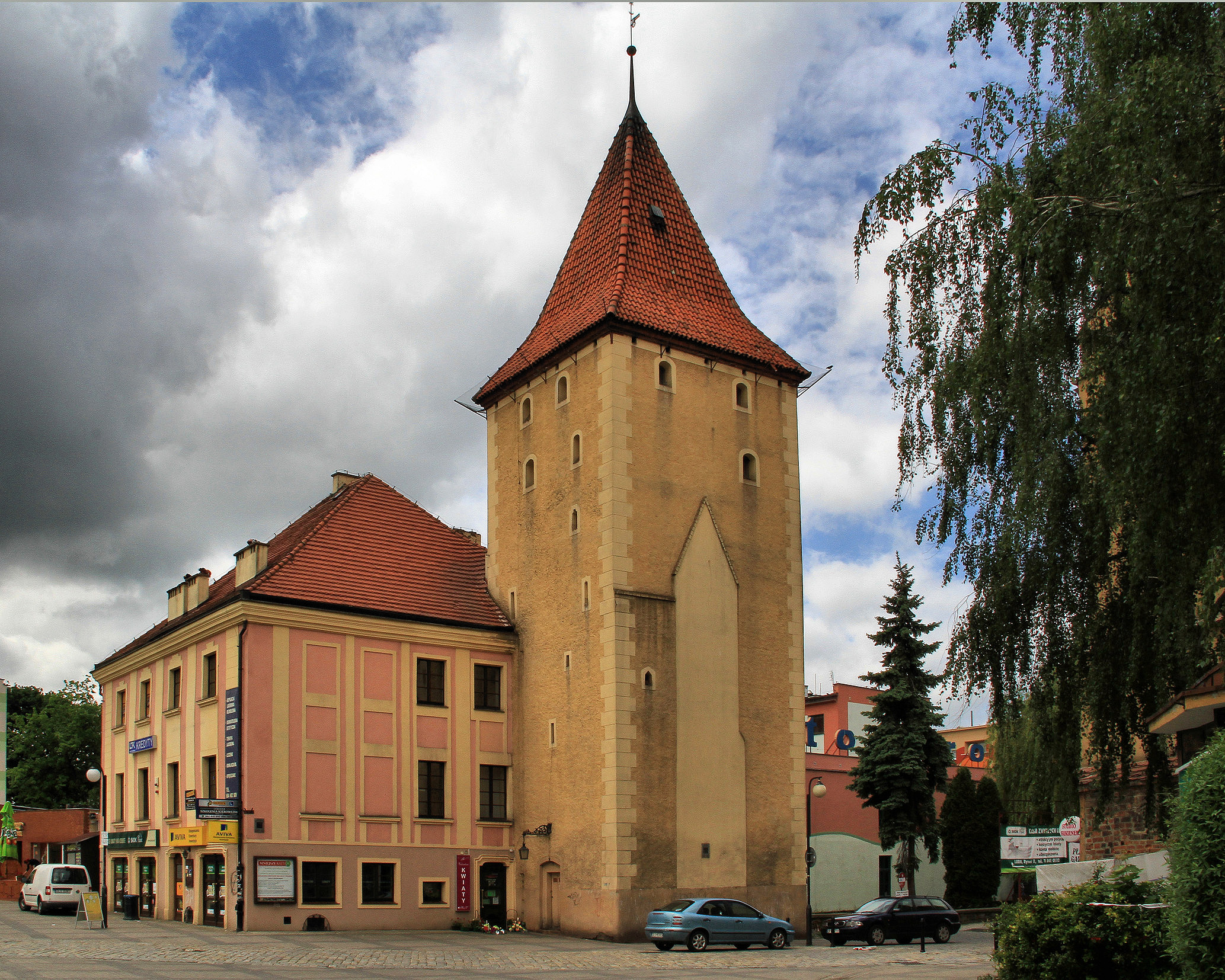
Glogauer Turm

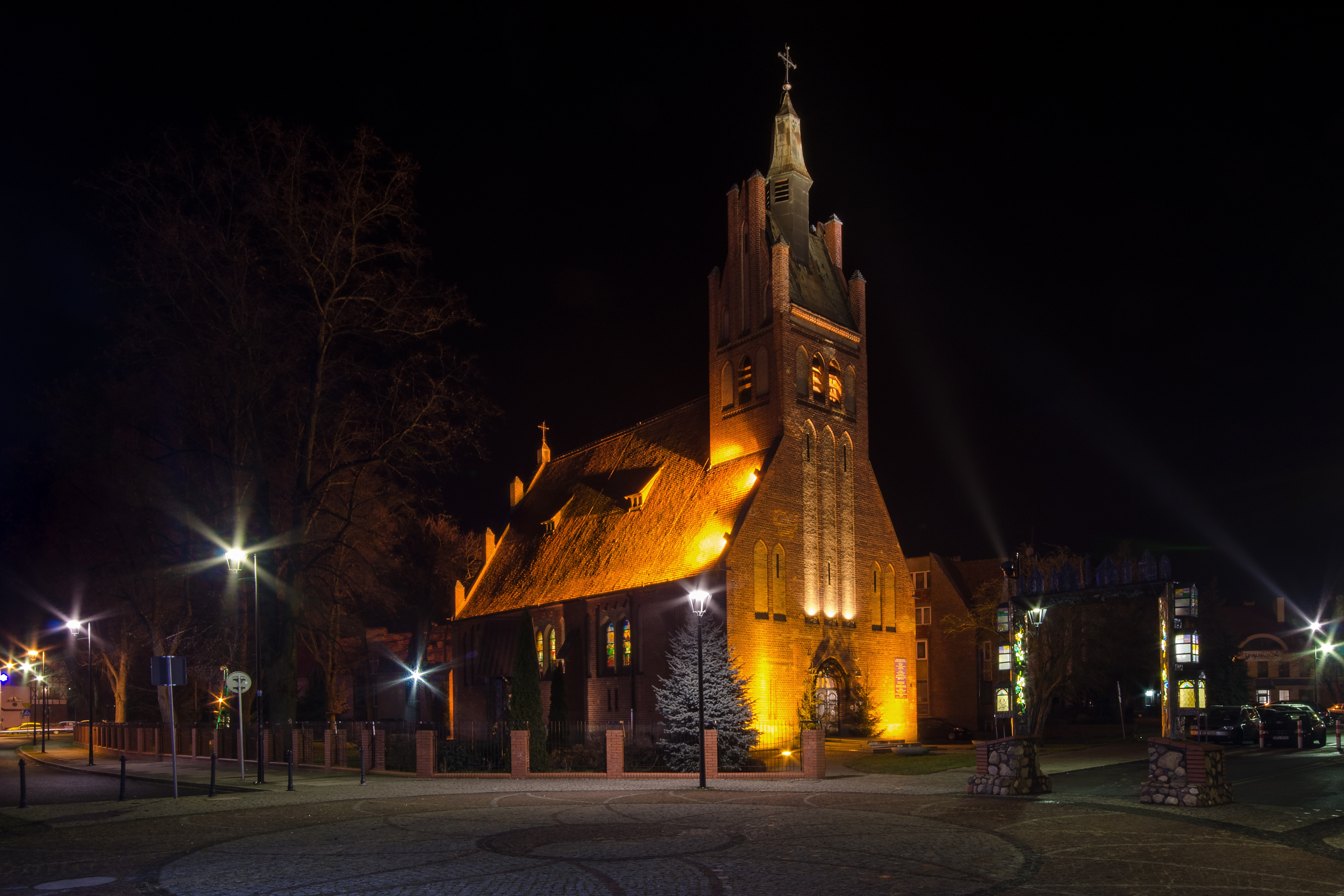
Herz-Jesu-Kirche bei Nacht

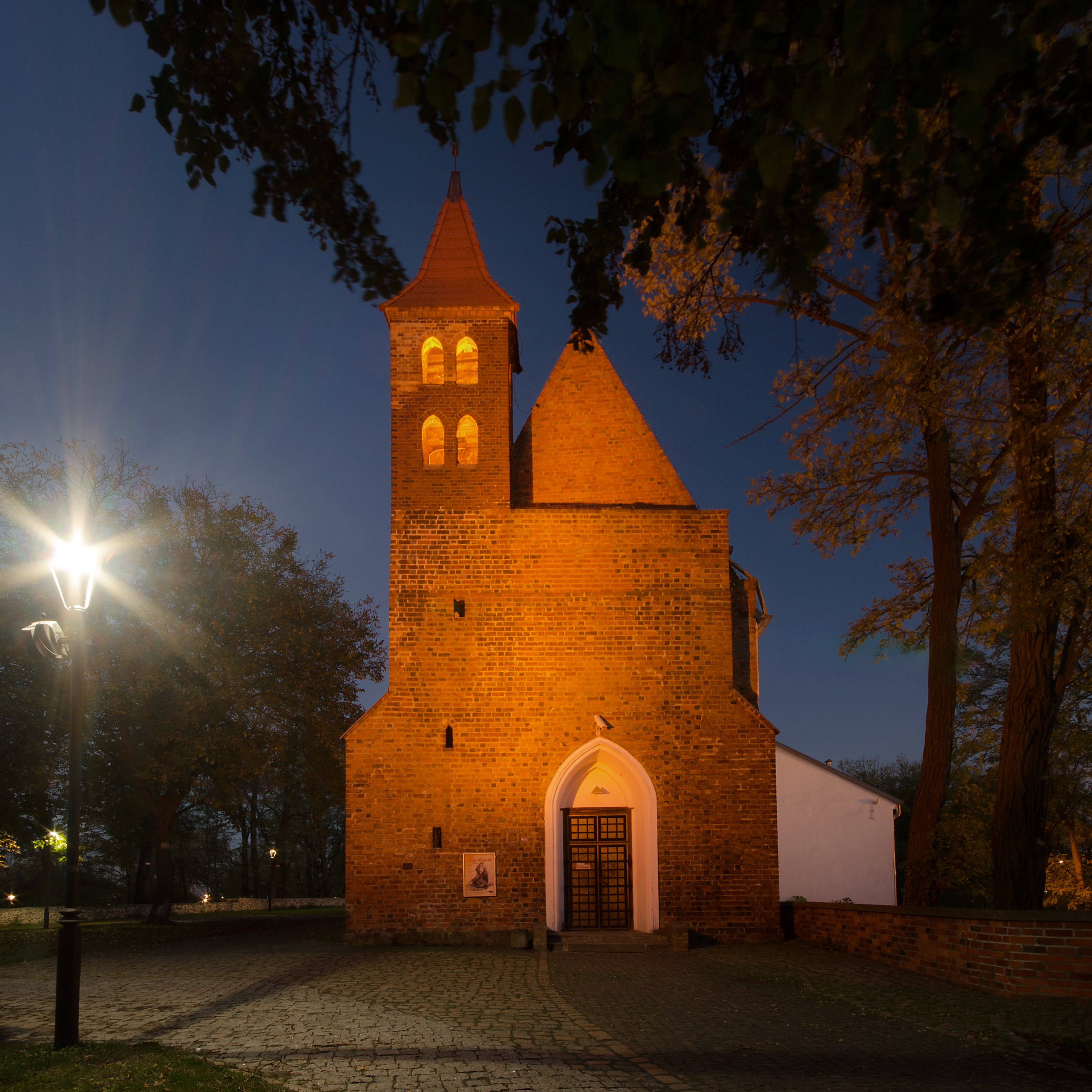
Jadwiga-Kapelle des einstigen Schlosses

Lubin war im 12. Jahrhundert als befestigter Ort Sitz einer Kastellanei, die erstmals im Jahre 1155 in einer Päpstlichen Bulle erwähnt wurde. Im Jahr 1178 erhielt Lubin das polnische Stadtrecht, das Magdeburger Stadtrecht im Jahre 1289. Zusammen mit dem Herzogtum Liegnitz fiel es 1329 an die Krone Böhmen, die ab 1526 die Habsburger in ihrer Eigenschaft als Könige von Böhmen innehatten. Nach dem Ersten Schlesischen Krieg fiel es mit dem größten Teil Schlesiens 1742 an Preußen. Von 1816 bis 1945 war es Sitz des Landkreises Lüben. Von 1936 bis 1945 befand sich hier der Fliegerhorst Lüben, der heutige Flugplatz Lubin.
Gegen Ende des Zweiten Weltkriegs wurde Lüben im Frühjahr 1945 von der Roten Armee eingenommen und bald danach von der sowjetischen Besatzungsmacht mit fast ganz Schlesien unter polnische Verwaltung gestellt. Lüben erhielt den polnischen Namen Lubin. Die deutsche Bevölkerung wurde, soweit sie nicht schon vorher geflohen war, in der Folgezeit von der örtlichen polnischen Verwaltungsbehörde vertrieben.
In den Nachkriegsjahren forcierte die polnische Regierung den Abbau von Bodenschätzen. 1957 wurden große Kupfervorkommen entdeckt (siehe auch KGHM Polska Miedź), was in der Folge zu einer Vergrößerung der Einwohnerzahl der Stadt auf das 33-Fache bis 1989 führte.
Am 31. August 1982 (während des 1981–1983 verhängten Kriegsrechts) schossen Sicherheitskräfte (ZOMO) der damaligen kommunistischen Regierung in der Stadt auf Demonstranten. Drei Menschen wurden dabei getötet, mehr als zehn verletzt. Am 10. Jahrestag dieses Vorfalls wurde ein Denkmal für die Opfer eingeweiht.
Am 15. März 1991 trat der Zwei-plus-Vier-Vertrag in Kraft, mit welchem die faktische Zugehörigkeit Lubins zu Polen auch völkerrechtlich bestätigt wurde.

### Bevölkerungsentwicklung
| Jahr | Einwohner | Anmerkungen                                                                                   |
| ---- | --------- | --------------------------------------------------------------------------------------------- |
| 1748 | 1985      | [ 4 ]                                                                                         |
| 1775 | 1830      | [ 4 ]                                                                                         |
| 1800 | 2292      | [ 4 ]                                                                                         |
| 1810 | 2622      | davon 2347 Evangelische, 269 Katholiken und sechs Juden                                       |
| 1831 | 3022      | davon 2674 Evangelische, 331 Katholiken und 17 Juden                                          |
| 1858 | 4339      | davon 3755 Evangelische, 477 Katholiken, 16 sonstige Christen, 91 Juden                       |
| 1890 | 6131      | davon 5072 Evangelische, 1006 Katholiken und 51 Juden                                         |
| 1900 | 6112      | (einschließlich der aus einem Dragonerregiment Nr. 4 bestehenden Garnison) meist Evangelische |
| 1900 | 8670      | meist Evangelische, 1350 Katholiken, 30 Israeliten, 160 Sonstige                              |
| 1933 | 9637      | [ 5 ]                                                                                         |
| 1939 | 9920      | davon 7939 Evangelische, 1686 Katholiken, 55 sonstige Christen und 13 Juden                   |

## Landgemeinde
Die Landgemeinde Lubin, zu der die Stadtgemeinde selbst nicht gehört, hat 16.521 Einwohner (Stand 31. Dezember 2020).

## Persönlichkeiten
- Georg Raphel (1673–1740), lutherischer Geistlicher
- Friedrich Albert Zimmermann (1745–1815), schlesischer Geograph und Regionalhistoriker
- Daniel Gottlob Reymann (1759–1837), deutscher Militärkartograf
- Friedrich Gottlob Endler (1763–1822), bedeutender Kupferstecher
- Wilhelm I. von Württemberg (1781–1864), hier geboren, von 1816 bis 1864 der zweite König von Württemberg
- Sebastian Seiler (1815–1870), deutsch-amerikanischer Journalist und Sozialist
- Hermine Ridder (1843–1938), Pädagogin, Pionierin der deutschen Erwachsenenbildung
- Gustav Raemisch (1845–1912), Jurist und Politiker, Abgeordneter im Preußischen Abgeordnetenhaus
- Oswald Baer (1847–1937), Mediziner und Heimatforscher
- August Schneider (1851–1929), Geheimer Justizrat von Kaiser Wilhelm II., Rechtsanwalt, Bürgermeister der Stadt Kattowitz
- Eberhard von Claer, (1856–1945), preußischer General
- Konrad Klose (1866–1924), Chronist der Stadt Lüben, wirkte hier 1891–1924 als evangelischer Seelsorger
- Diether von Boehm-Bezing (1880–1974), deutscher General der Kavallerie
- Ernst Jarmer (1886–1945), Rechtsanwalt und Verwaltungsjurist
- Helmut Kuhn (1899–1991), Philosoph
- Gerd von Tresckow (1899–1944), Berufsoffizier sowie Widerstandskämpfer des 20. Juli 1944
- Rudolph-Christoph Freiherr von Gersdorff (1905–1980), Offizier der Reichswehr und der Wehrmacht, gehörte zu den Verschwörern des 20. Juli 1944
- Heinz Gittig (1923–2002), deutscher Bibliothekar und Bibliograph
- Joseph Mathy (1944–1969), belgischer Radrennfahrer
- Edyta Olszówka (* 1971), Schauspielerin
- Aleksandra Lipińska (* 1973), Kunsthistorikerin
- Tomasz Wisio (* 1982), Fußballspieler
- Dorota Piotrowska (* 1984), Jazzmusikerin
- Thomas Szewczyk (* 1992), Basketballspieler
- Andżelika Wójcik (* 1996), Eisschnellläuferin
- Aleksandra Rosiak (* 1997), Handballspielerin

## Politik und Verwaltung

### Stadtpräsident
An der Spitze der Stadtverwaltung steht der Stadtpräsident. Seit 2002 ist dies Robert Raczyński, der dieses Amt bereits von 1990 bis 1994 innehatte. Nachdem er 1990 noch für die Partia Chrześcijańskich Demokratów und 2002 für die Akcja Wyborcza Solidarność gewählt worden war, tritt er seit 2006 für sein eigenes Wahlkomitee an. Die turnusmäßige Wahl im April 2024 führte zu folgenden Ergebnis:
- Robert Raczyński (Wahlkomitee „Robert Raczyński – Stolz auf Lubin“) 61,0 % der Stimmen
- Piotr Borys (Bürgerbündnis KO, PL2050, PSL, Lewica) 28,7 % der Stimmen
- Michał Kielan (Prawo i Sprawiedliwość) 10,4 % der Stimmen

Damit wurde Raczyński bereits im ersten Wahlgang für eine weitere Amtszeit wiedergewählt.
Die turnusmäßige Wahl im Oktober 2018 führte zu folgenden Ergebnis:
- Robert Raczyński (Wahlkomitee „Robert Raczyński Lubin 2006“) 58,5 % der Stimmen
- Krzysztof Kubów (Prawo i Sprawiedliwość) 28,4 % der Stimmen
- Agnieszka Kubica-Radek (Wahlkomitee „Ja zu Lubin“) 5,0 % der Stimmen
- Grzegorz Zieliński (Koalicja Obywatelska) 3,3 % der Stimmen
- Edyta Zawadzka (Wahlkomitee „Die Stadt den Einwohnern“) 3,1 % der Stimmen
- Übrige 1,5 % der Stimmen

Damit wurde Raczyński bereits im ersten Wahlgang für eine weitere Amtszeit wiedergewählt.

### Stadtrat
Der Stadtrat umfasst 23 Mitglieder, die direkt gewählt werden. Die Wahl im April 2024 führte zu folgendem Ergebnis:
- Wahlkomitee „Robert Raczyński – Stolz auf Lubin“ 50,0 % der Stimmen, 12 Sitze
- Bürgerbündnis KO, PL2050, PSL, Lewica 29,7 % der Stimmen, 7 Sitze
- Prawo i Sprawiedliwość (PiS) 20,3 % der Stimmen, 4 Sitze

Die Wahl im Oktober 2018 führte zu folgendem Ergebnis:
- Wahlkomitee „Robert Raczyński Lubin 2006“ 43,1 % der Stimmen, 13 Sitze
- Prawo i Sprawiedliwość (PiS) 31,4 % der Stimmen, 9 Sitze
- Koalicja Obywatelska (KO) 10,7 % der Stimmen, 1 Sitz
- Wahlkomitee „Janusz Radzikowski für Inowrocław – Ja bitte“ 5,7 % der Stimmen, kein Sitz
- Wahlkomitee „Die Stadt den Einwohnern“ 4,8 % der Stimmen, kein Sitz
- Kukiz’15 4,8 % der Stimmen, kein Sitz

### Städtepartnerschaften
Lubin unterhält mit den Städten Bad Ems und Böblingen aus Deutschland Städtepartnerschaften.

## Verkehr
Der ÖPNV in Lubin ist seit September 2014 kostenfrei.
Lubin ist durch die Eisenbahn mit Legnica, Wroclaw und Głogów verbunden. Betreiber der Strecke ist das Eisenbahnverkehrsunternehmen Koleje Dolnośląskie.

## Sport
Der größte Fußballverein der Stadt ist Zagłębie Lubin, dieser Verein spielt in der höchsten polnischen Liga, der Ekstraklasa. Heimspiele finden im Zagłębie-Lubin-Stadion statt, das 16.068 Plätze hat.